# 極性 (言語学)
言語学における極性（きょくせい）とは、言語表現における肯定と否定、つまりある陳述（文またはその一部）が真・偽いずれであるかという文法上の区別であり、文法範疇の一つである。

## 表現形式
英語では副詞"not"の有無により否定か肯定かが示される。他の多くの言語でも否定にはこれに当たる否定詞が用いられ（言語により動詞の前、後、あるいは動詞を囲むように接続する）、肯定は無標となる。ただし英語では直説法現在・過去の否定にはさらに助動詞"do"を加えて"do not"にしなければならないという点が特異である。"not"は動詞または文を否定する他に、副詞、形容詞や句の否定にも用いられる。名詞（句）の否定には限定詞の"no"が用いられる（この"no"を含む文も否定文である）が、日本語にはこれに当たる表現はない。
否定が動詞の変化等により示される法（否定法）として示される言語も多い。
「はい」「いいえ」のように、疑問に対する答の文を肯定・否定だけを示す形で言い換える語（Pro-sentence：文代用形）も多くの言語にある（例外もある）。しかしその使い分けは言語によって異なる。否定疑問文に対する肯定の答は、日本語では疑問文を否定する文であるという意味で「いいえ」となるが、英語では文法的に肯定文であるという意味で"yes"となる。ドイツ語やフランス語では否定疑問文に対する肯定の答専用の語（Doch、Si）を使う。

## 極性項目
肯定・否定の一方のみと共起する（一致する）語や表現を極性項目（Polarity item）という。例えば英語の"any"、"ever"や、日本語の「～しか」「滅多に」「必ずしも」などは、普通は否定にのみ使われる否定極性項目であり、「必ず」は肯定極性項目である。ただしそれ以外の用法もあり、例えば英語の"any"は、文法的な否定ばかりでなく、否定的な意味の文（あるいは単純な肯定ではない文）、すなわち疑問文、条件文、比較（than）、too...to構文、疑い・意外感を表す語（doubt、be surprised）や限定を表す語（only、few）を用いた文などにも広く使える。